# 王裕民 (1921年)
王裕民（1921年4月—2004年1月5日），原名尚庆演，男，山东莱芜人，中华人民共和国政治人物，曾任中共浙江省委组织部副部长、代部长，浙江省人大常委会副主任。